# Nilton Ferreira Júnior
Nilton Ferreira Júnior, genannt Nilton, (* 21. April 1987 in Barra do Garças) ist ein ehemaliger brasilianischer Fußballspieler.

## Karriere
Nilton startete seine Karriere in der Jugendmannschaft von SC Corinthians in São Paulo. Bei Corinthians ursprünglich zum Stürmer ausgebildet, stellte man hier auch sein Talent als defensiver Mittelfeldspieler fest. Er gehörte zum Team, das im Jahr 2005 die brasilianische Meisterschaft gewann. Nilton begleitete den Verein auch beim Abstieg zur Saison 2008 in die Série B. Als Meister gelang der direkte Wiederaufstieg. Er kam im Verein aber nie über die Rolle eines Reservespielers hinaus. Dieses war Anlass zur Saison 2009 nach Rio de Janeiro zu Vasco da Gama zu wechseln.
Das Jahr begann mit der Austragung der Staatsmeisterschaft von Rio de Janeiro. In diesem Turnier wurde er zum besten Mittelfeldspieler gewählt. In der Meisterschaft spielte der Verein die Saison Série B 2009 auch nur in der Série B. Auch dank weiterhin guter Leistungen von Nilton wurde der Wiederaufstieg zur Saison 2010 geschafft. Im September 2010 erlitt er bei einem Spiel in der brasilianischen Meisterschaft gegen Guarani FC einen Kreuzbandriss. Erst am 5. Oktober 2011 konnte er wieder ein Pflichtspiel bestreiten. Zum 18. Dezember 2012 lief sein Vertrag bei Vasco aus und am 22. Dezember seine Verpflichtung durch den Cruzeiro EC aus Belo Horizonte bekannt gegeben. Mit 30 von 38 möglichen Einsätzen in der Meisterschaftsrunde, war Nilton ein Garant für das Erreichen des dritten Meistertitels von Cruzeiro 2013. Nachdem er mit dem Verein den Titel 2014 verteidigen konnte, wechselte der Spieler zum SC Internacional nach Porto Alegre.
Im Januar 2015 wechselte Nilton von Cruzeiro zum SC Internacional. Der Kontrakt hatte eine Laufzeit über drei Jahre. Mit dem Klub konnte er die Staatsmeisterschaft von Rio Grande do Sul 2015 gewinnen. Am 4. Dezember des Jahres wurden Nilton und sein Mitspieler Wellington wegen Dopings für fünf Monate gesperrt. Nach Ablauf seiner Sperre im April 2016 kam er wieder zu Einsätzen bei Internacional, wechselte aber im Juni 2006 nach Japan.
Niltons nächste Station war Vissel Kōbe. Mit diesem trat er in der J1 League an. Sein erstes Spiel in der obersten japanischen Liga bestritt Nilton am 9. Juli 2016 gegen Sagan Tosu. Seinen ersten Treffer in der Liga erzielte er bereits bei seinem zweiten Einsatz. Am 13. Juli 2016 im Auswärtsspiel gegen Yokohama F. Marinos traf er in der 18. Minute zum 1:0 (Entstand 3:2 für Yokohama).
Nach zwei Jahren in Japan ging Nilton zurück nach Brasilien. Er unterzeichnete einen Kontrakt beim EC Bahia. Kurz nach Beginn der Série A 2019, wechselte Nilton von Bahia zum Ligakonkurrenten CS Alagoano. Hier blieb er zum Ende des Jahres. Erst Anfang September 2020 erhielt Nilton einen neuen Vertrag beim Oeste FC.
Im Januar 2021 ging Nilton nach Bolivien, wo er beim CD Real Tomayapo unterzeichnete. Nach Abschluss der Saison 2021 beendete er seine aktive Laufbahn.

## Erfolge
Corinthians 
- Campeonato Brasileiro de Futebol: 2005
- Campeonato Brasileiro de Futebol – Série B: 2008

Vasco da Gama
- Série B: 2009
- Copa do Brasil: 2011

Cruzeiro
- Campeonato Brasileiro de Futebol: 2013, 2014
- Staatsmeisterschaft von Minas Gerais: 2014

Internacional
- Staatsmeisterschaft von Rio Grande do Sul: 2015

Bahia
- Staatsmeisterschaft von Bahia: 2018, 2019

## Trivia
Nilton ist ein Cousin des Fußballspielers Edimo Ferreira Campos.